# Attrakció (album)
Az Attrakció című válogatásalbum a Neoton Família 1979 és 1989 közötti slágereinek gyűjteménye. Többek között a Védőháló nélkül, Magánügyek, Napraforgó, Minek ez a cirkusz? albumok dalainak gyűjteménye.

## Az album dalai
1. Védőháló nélkül
2. Nyár van
3. I Love You
4. Robinson
5. Búcsú
6. Újra a farmer
7. Megváltást várok
8. Ilyen egy lány
9. Visz a hajó, fúj a szél
10. By-by, kedvesem
11. Emlékül
12. Latin szerenád
13. Yo-yo
14. Ha elmúlik karácsony
15. Santa Maria
16. Minek ez a cirkusz?

## Megjelenések
| Ország       | Formátum | Sorszám   | Kiadó      | Év   |
| ------------ | -------- | --------- | ---------- | ---- |
| Magyarország | CD       | HCD 37205 | Hungaroton | 2000 |